# Czech Airlines

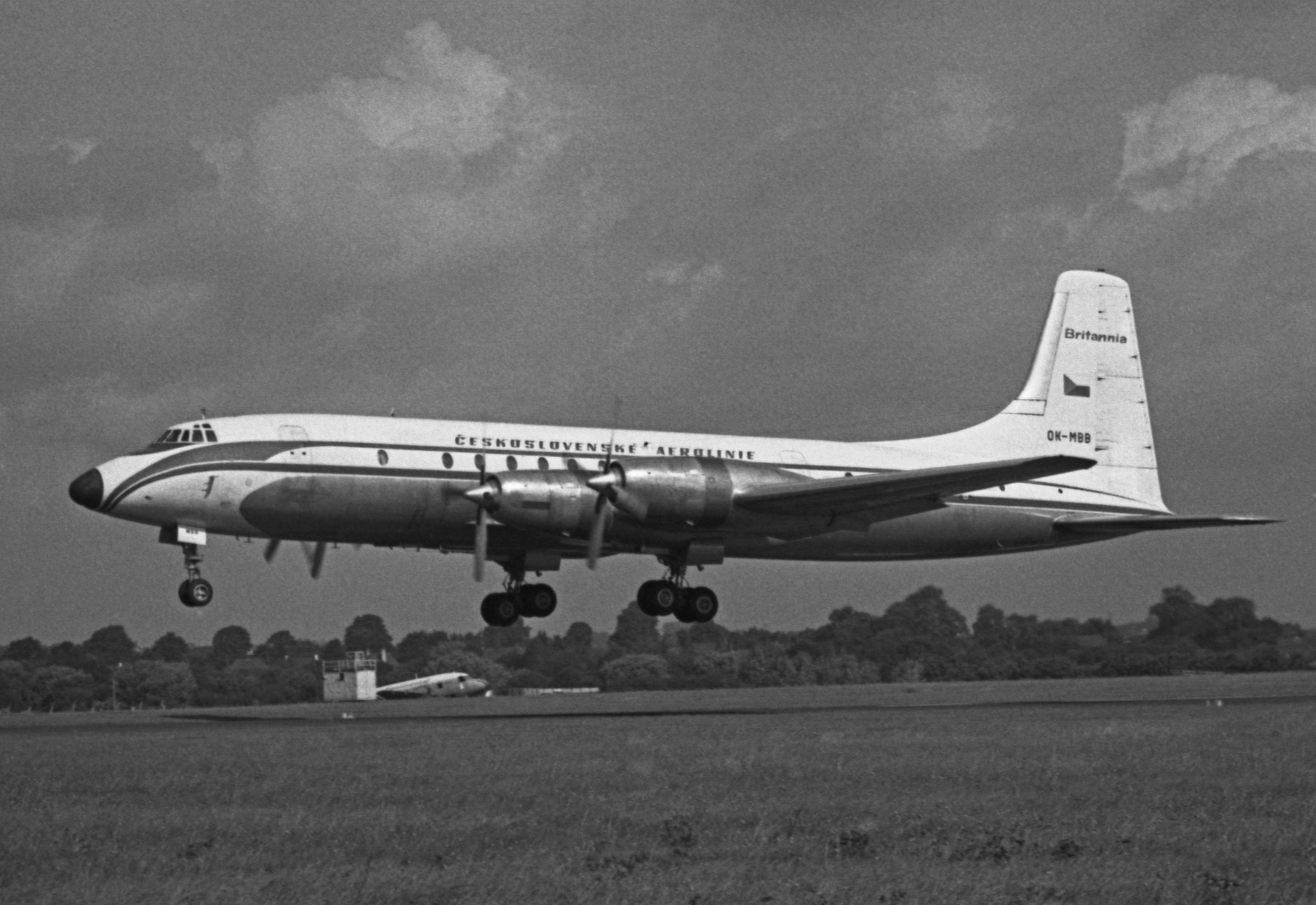
Een Bristol Britannia van ČSA

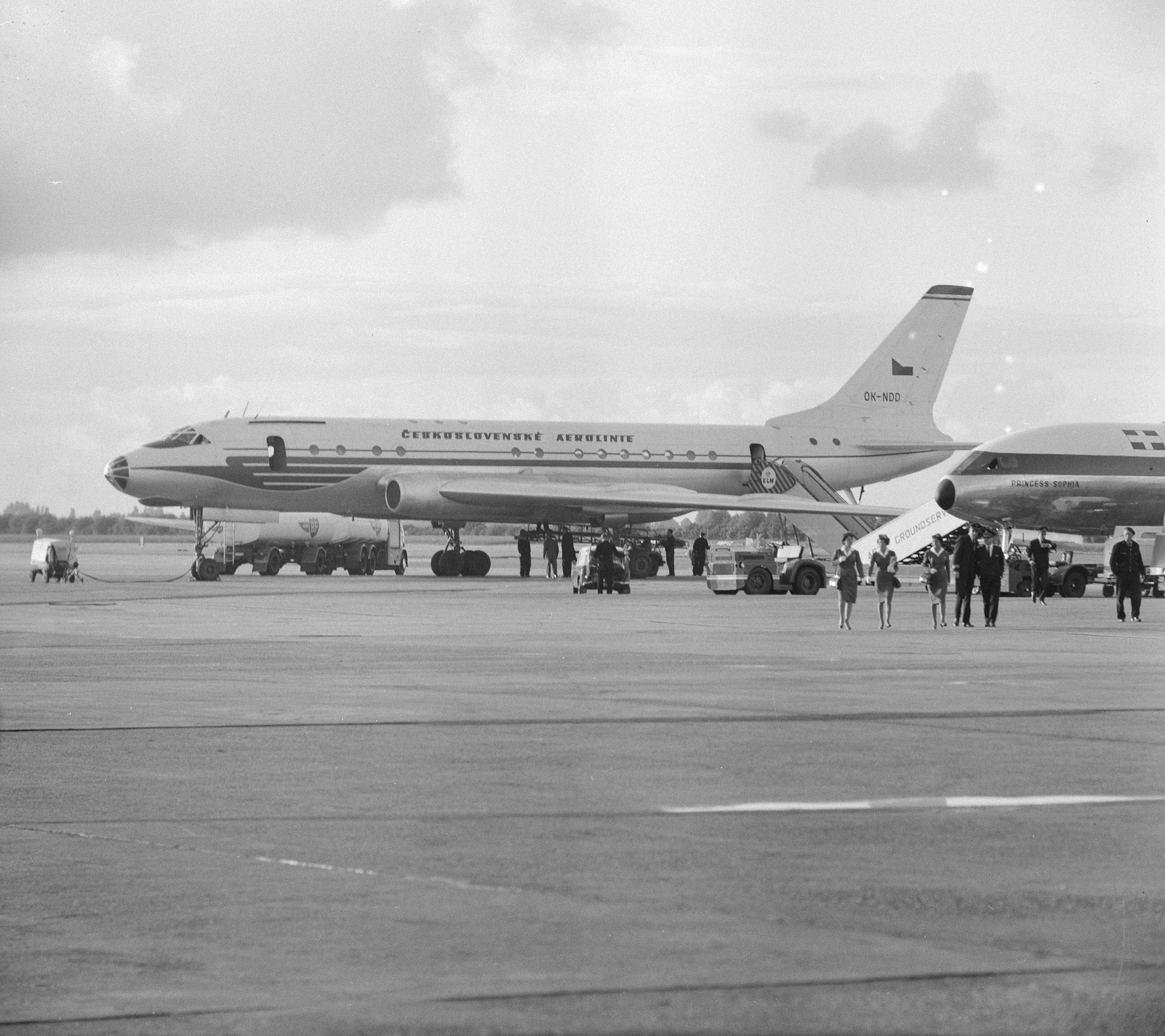
Een Toepolev Tu-104 op Schiphol

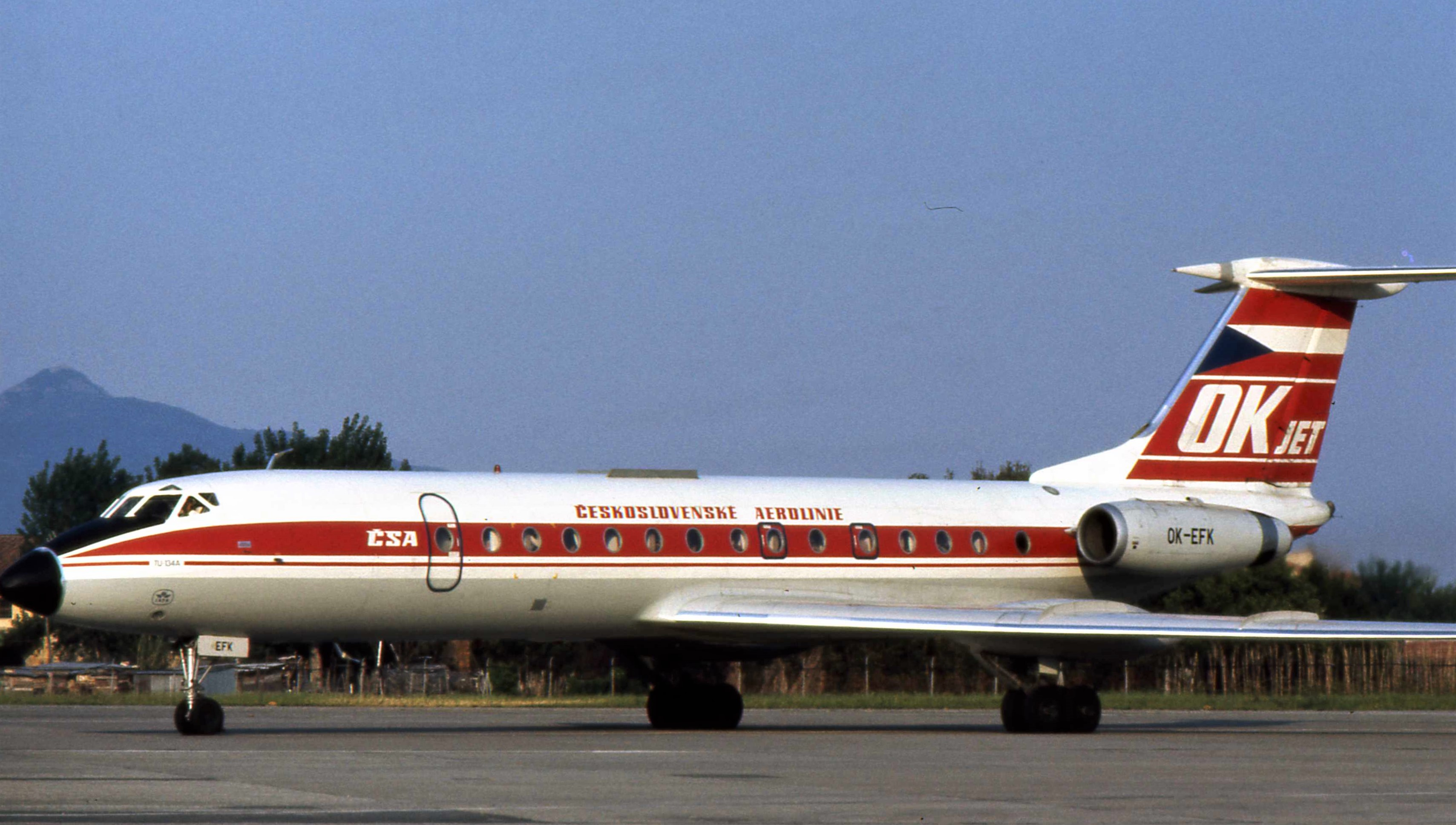
Een Toepolev Tu-134 van ČSA

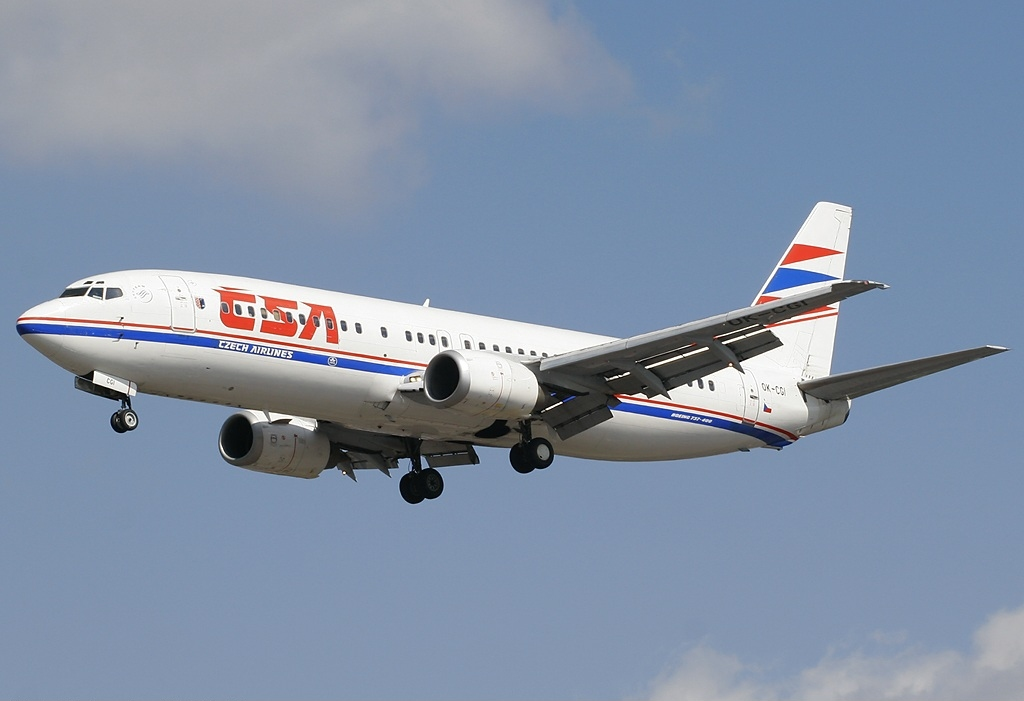
Een Boeing 737-400 van ČSA

Czech Airlines of ČSA Czech Airlines (afgekort tot ČSA) is een merknaam voor enkele vluchten van Smartwings. Het was de nationale luchtvaartmaatschappij van Tsjechië en na KLM, Avianca, Qantas en Aeroflot was het de oudste luchtvaartmaatschappij ter wereld.
Op 26 oktober 2024 staakte de maatschappij haar diensten en werden deze overgedragen aan Smartwings. Czech Airlines werd een holding, maar het merk blijft wel bestaan. De maatschappij maakte deel uit van SkyTeam.

## Geschiedenis

### Beginjaren
ČSA werd op 6 oktober 1923 door de Tsjecho-Slowaakse regering opgericht als ČSA Československé Státní Aerolinie. Ruim drie weken later werd de eerste vlucht uitgevoerd tussen Praag en Bratislava. Na de opsplitsing van het land in 1939 werd de luchtvaartmaatschappij opgeheven. Van 1942 tot 1945 werd er gevlogen onder de naam SLAS.
Na de Praagse Coup in februari 1948 besloot de Communistische Partij van Tsjecho-Slowakije om het aantal vluchten naar West-Europa en het Midden-Oosten te beperken. De westerse landen blokkeerden de verkoop van vliegtuigen en onderdelen aan het land en de vloot werd grotendeels vervangen door Sovjet-vliegtuigen. In 1957 nam Czech Airlines de eerste Toepolev Tu-104A in dienst, verder had alleen Aeroflot het toestel in gebruik. Czech Airlines werd hiermee de derde maatschappij wereldwijd die een straalvliegtuig bezat. Het werd ingezet tussen Praag en Moskou. De eerste trans-Atlantische vlucht volgde op 3 februari 1962 naar Havana met een Bristol Britannia.

### 1960-2000
In de jaren zestig werden meer Sovjet toestellen ingezet en groeide het netwerk naar zo’n 65 bestemmingen. De Bristol Britannia werd vervangen door de Iljoesjin Il-18 en voor de korte afstanden werd de Toepolev Tu-134A aangeschaft. Daarnaast werden de Toepolev Tu-154M voor de middellange afstanden en de Iljoesjin Il-62 voor lange afstanden gekocht. Na de val van de Berlijnse Muur in 1989 speelde ČSA een belangrijke rol in het verbinden van Oost- en West-Europa.
Op 1 januari 1991 werd Czechoslovakian Airlines opgesplitst in twee onderdelen: Czechoslovakian Airlines (dit werd later Czech Airlines) en Slov Air. Na de deling van Tsjecho-Slowakije nam ČSA op 26 maart 1995 de huidige naam aan. In de jaren tot de millenniumwisseling werden de oude toestellen vervangen door modernere westerse vliegtuigen.

### 2000-2020
In april 2001 werd Czech Airlines het vijfde lid van de SkyTeam luchtvaartalliantie. In 2007 werd een rebranding ingevoerd van onder andere het kleurenschema om te moderniseren. In februari 2009 maakte de Tsjechische staat bekend dat het haar meerderheidsbelang van 91,51% in Czech Airlines wilde afstoten. Air France-KLM toonde aanvankelijk interesse, maar trok op 19 augustus 2009 het bod in als gevolg van verslechterde economische omstandigheden.
Het was tot die tijd nagenoeg een staatsbedrijf, met de overheid direct en indirect als enige aandeelhouder. De Europese Unie begon een onderzoek naar illegale staatssteun, maar concludeerde in september 2012 dat hier geen sprake van was. In april 2013 werd Korean Air een grote minderheidsaandeelhouder met een belang van 44%. Twee jaar later kocht de Travel Service Group een belang van 34% in Czech Airlines. In 2016 maakte de maatschappij voor het eerst in jaren weer winst. Korean Air verkocht haar aandelen in oktober 2017 aan Travel Service dat toen in het bezat was van 78,9% van de aandelen. Er werden later aandelen overgenomen van staatsbedrijf Prisko waarmee het 97,74% bezat.
Travel Service werd in 2018 Smartwings en wilde een vlootvernieuwing invoeren bij Czech Airlines. Aanvankelijk zou een Boeing 737-vloot worden ingevoerd, maar dit ging uiteindelijk niet door. Daarom werden in maart 2019 vier Airbus A220-300s besteld en werden de Airbus A319 en ATR 72 uitgefaseerd. Ook werden orders geplaatst voor de Airbus A320neo en Airbus A321XLR, maar deze werd later gecanceld.

### 2020-heden
In 2020 kreeg Czech Airlines, net als alle andere luchtvaartmaatschappijen, te maken met de coronapandemie. De enige langeafstandsvluchten naar Seoel werden voorgoed beëindigd. En dus werd de enige widebody in de vloot, een Airbus A330-300, teruggegeven aan Korean Air waarvan het toestel geleased was. Ook werd noodgedwongen bijna 60% van het personeel ontslagen. In 2020 belandde ČSA in insolventie en vroeg moratorium aan. Op 26 februari 2021 werd het faillissement van de luchtvaartmaatschappij door de rechtbank uitgesproken. Door de coronapandemie waren de verliezen fors opgelopen en een verzoek om staatssteun werd eerder afgewezen. Daarom later in het jaar een reorganisatie begonnen, waarmee mogelijk nieuwe vluchten konden komen.
Na de pandemie werd in juni 2022 een herstructurering ingezet onder een nieuw eigenaarschap. Eind 2022 werden ook weer plannen gemaakt voor het uitbreiden van het netwerk en de vloot. Op 20 februari 2024 kocht Prague City Air 49,92% van de aandelen in Smartwings. De aandeelhouders hebben sindsdien 100% van de aandelen in Czech Airlines in handen.
In mei 2024 werd bekend dat Czech Airlines een holding zou gaan vormen met Smartwings. De vluchten zouden dan onder twee merken worden uitgevoerd, maar onder het vluchtnummer en de naam van Smartwings. De laatste vlucht van Czech Airlines volgde ‘s avonds op 26 oktober 2024 van Parijs naar Praag als vlucht OK767. Het werd op Flightradar24 wereldwijd de meest gevolgde vlucht en werd door ruim 50.000 mensen gevolgd.
Vlak voor het 101-jarig bestaan kwam hiermee een einde aan Czech Airlines.

## Vloot

### Laatste vloot

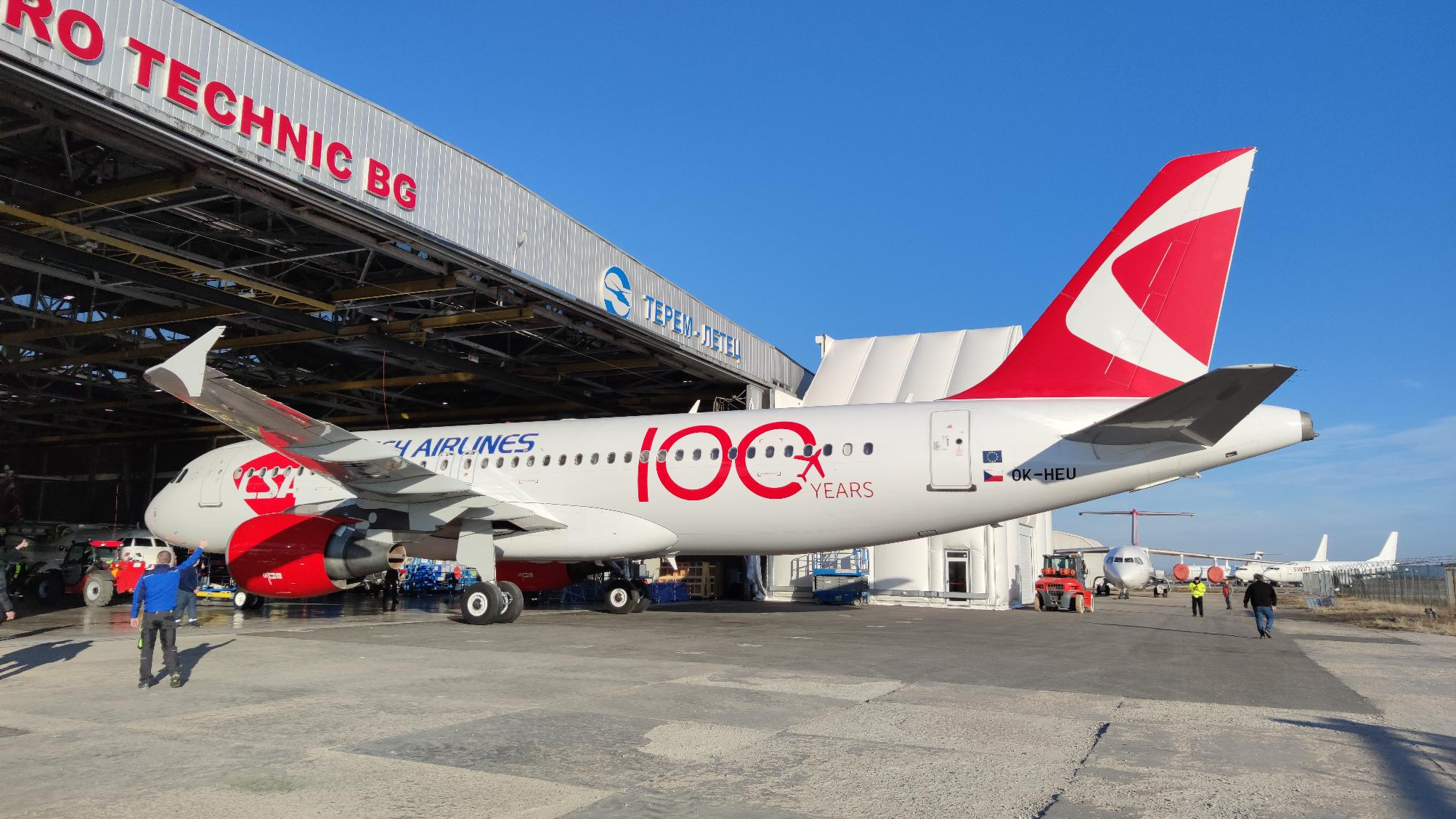
Ter gelegenheid van het 100-jarig bestaan kregen de toestellen en speciale opdruk

De vloot van Czech Airlines bestond bij de overname uit de volgende toestellen (oktober 2024):
| Type            | In dienst | Orders | Passagiers | Passagiers | Passagiers | Opmerkingen     |
| Type            | In dienst | Orders | B          | E          | Totaal     | Opmerkingen     |
| --------------- | --------- | ------ | ---------- | ---------- | ---------- | --------------- |
| Airbus A320-200 | 2         | —      | —          | 180        | 180        | OK-HEU & OK-IOO |
| Totaal          | 2         | —      |            |            |            |                 |

Smartwings zal de vier bestelde Airbus A220-300s in dienst nemen. Deze zullen wel het merk en kleurenschema van Czech Airlines behouden.

### Voormalige vloot
De vloot van Czech Airlines bestond ook uit de volgende toestellen:
| Type                  | Aantal | In dienst | Uitgefaseerd | Opmerkingen                              |
| --------------------- | ------ | --------- | ------------ | ---------------------------------------- |
| Aero A.10             | 5      | 1923      | 1924         |                                          |
| Aero A.14 Brandenburg | 3      | 1923      | 1927         |                                          |
| Airbus A310-300       | 4      | 1991      | 2010         |                                          |
| Airbus A319-100       | 8      | 2007      | 2022         |                                          |
| Airbus A320-200       | 2      | 2005      | 2024         |                                          |
| Airbus A321-200       | 3      | 2005      | 2018         |                                          |
| Airbus A330-300       | 1      | 2013      | 2020         | Geleased van Korean Air                  |
| ATR 42-300            | 5      | 1994      | 2011         |                                          |
| ATR 42-400            | 2      | 1996      | 2005         |                                          |
| ATR 42-500            | 6      | 2004      | 2018         |                                          |
| ATR 72-200            | 5      | 1992      | 2015         |                                          |
| ATR 72-500            | 6      | 2012      | 2021         |                                          |
| Boeing 737-400        | 15     | 1995      | 2016         |                                          |
| Boeing 737-500        | 15     | 1992      | 2008         |                                          |
| Boeing 737-800        | 1      | 2018      | 2020         | Geleased van Smartwings                  |
| Bristol Britannia     | 2      | 1962      | 1969         | Geleased van Cubana de Aviación          |
| Douglas DC-3          | 7      | 1946      | 1956         |                                          |
| de Havilland DH.50    | 8      | 1925      | 1930         |                                          |
| Fokker F.XVIII        | 2      | 1936      | 1939         |                                          |
| Ford Trimotor         | 1      | 1929      | 1930         |                                          |
| Iljoesjin Il-12       | 10     | 1949      | 1959         |                                          |
| Avia Il-14            | 32     | 1957      | 1977         |                                          |
| Iljoesjin Il-18       | 18     | 1960      | 1990         |                                          |
| Iljoesjin Il-62       | 9      | 1969      | 1995         |                                          |
| Iljoesjin Il-62M      | 6      | 1969      | 1995         |                                          |
| Junkers Ju 52         | 5      | 1946      | 1948         |                                          |
| Let L-200 Morava      | 20     | 1958      | 1969         |                                          |
| Let L-410 Turbolet    | 12     | 1976      | 1981         |                                          |
| Let L-410M Turbolet   | 12     | 1976      | 1981         |                                          |
| Lisunov Li-2          | 8      | 1949      | 1957         |                                          |
| Saab 340B             | 3      | 2008      | 2010         | Uitgevoerd door Central Connect Airlines |
| Saro Cloud            | 1      | 1935      | 1938         |                                          |
| Savoia-Marchetti S.73 | 6      | 1937      | 1940         |                                          |
| Toepolev Tu-104A      | 6      | 1957      | 1973         |                                          |
| Toepolev Tu-124       | 3      | 1964      | 1972         |                                          |
| Toepolev Tu-134A      | 14     | 1971      | 1997         |                                          |
| Toepolev Tu-154M      | 7      | 1988      | 1999         |                                          |
| Jakovlev Jak-40       | 5      | 1974      | 1992         |                                          |

## Bestemmingen
In de loop der jaren heeft Czech Airlines meer dan 110 bestemmingen in 45 landen aangevlogen. Czech Airlines vloog voor de overname naar de volgende bestemmingen (oktober 2024):
| Land      | Stad   | Luchthaven                              | Opmerkingen |
| --------- | ------ | --------------------------------------- | ----------- |
| Frankrijk | Parijs | Aéroport de Paris-Charles de Gaulle     |             |
| Spanje    | Madrid | Aeropuerto Adolfo Suárez Madrid-Barajas |             |
| Tsjechië  | Praag  | Luchthaven van Praag                    | hub         |